# Tripyloides omblaica
Tripyloides omblaica är en rundmaskart som beskrevs av Heinrich Micoletzky 1924. Tripyloides omblaica ingår i släktet Tripyloides och familjen Tripyloididae. Inga underarter finns listade i Catalogue of Life.